# Votre cas nous intéresse
Votre cas nous intéresse est une émission de télévision diffusée sur la chaîne de télévision française France 3 en 1993 et 1994. Elle était consacrée à aider des particuliers confrontés à des situations liées au droit de la consommation.
L'émission était animée par Marie-Dominique Montel et Philippe Belin, avec la participation d'Éric Angioletti. Elle était diffusée du lundi au vendredi à partir de 13h. Sa durée était de 30 minutes.